# Colibrí de Cora
El colibrí de Cora (Thaumastura cora) és una espècie d'ocell de la subfamília dels troquilins (Trochilinae) dins la família dels troquílids (Trochilidae).

## Característiques
És el colibrí petit. L'esquena, cap i dors són verdosos. La resta del cos i pit és de color crema. Té un bec recte i molt curt (més curt que el seu cap). El mascle (en època de reproducció) té plomes extremadament llargues i blanques.
Les femelles i els joves tenen més aviat la cua molt curta i arrodonida, amb puntes blanques (difícils de veure).

## Història natural
S'alimenta del nèctar de les flors, les que al seu torn pol·linitzador.
Habita des del nord de Xile fins al del Perú des de la costa fins a elevacions de més de 3.000 m.